# Halte Wilnis
Halte Wilnis is een voormalige halte in Wilnis aan de spoorlijn Aalsmeer - Nieuwersluis-Loenen. Het haltegebouw, van het Standaardtype HESM (III), daterend uit het jaar 1914, staat op de gemeentelijke monumentenlijst van De Ronde Venen en bevindt zich anno 2020 aan de Ingenieur Enschedeweg 14.
De stationschef van de halte was de enige vrouwelijk stationschef van Nederland. Diverse familieleden van de stationschef werkten ook voor de spoorwegen, waaronder de Haarlemmermeerlijnen.

## Geschiedenis
Het haltegebouw werd geopend op 1 december 1915 en gesloten op 3 september 1950.
In 2006 is er een kunstwerk geplaatst langs de voormalige spoordijk ten oosten van de voormalige halte. Op het witte geraamte staan de cijfers 20 en 06 in hetzelfde lettertype als het lettertype dat gebruikt is op de wachtposten van de Haarlemmermeerspoorlijnen.
In 2017 is er een wandelpad aangelegd over de voormalige spoordijk tussen station Mijdrecht en Oudkooperdijk. Het wandelpad heet het Bellopad en is vernoemd naar de locomotief NS 7742: Bello die over de spoorlijn reed. Het wandelpad passeert het station, daarom is er een infobord met betrekking tot het Bellopad bij het station geplaatst.

## Afbeeldingen

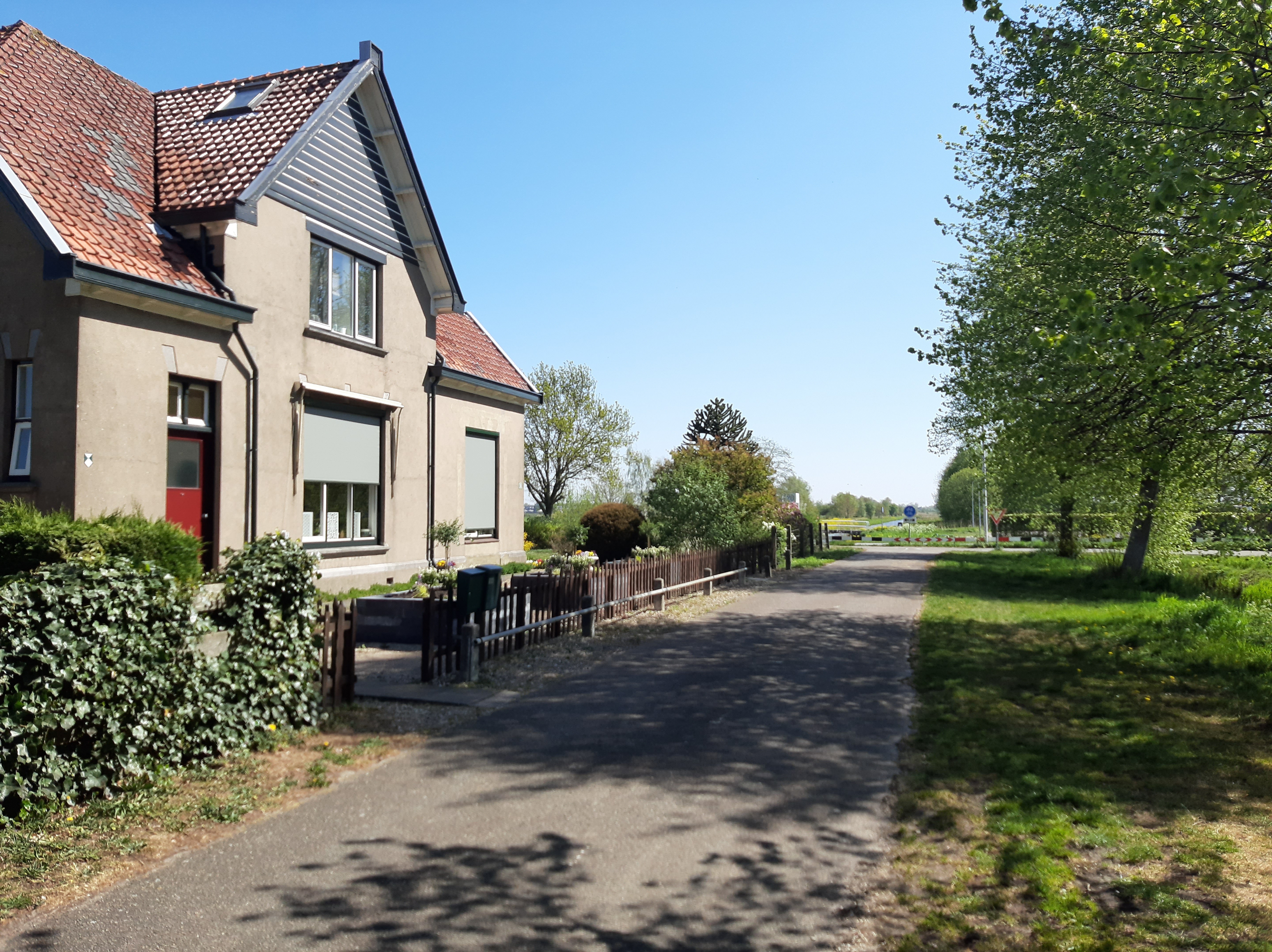
Voorzijde van de halte anno 2020.
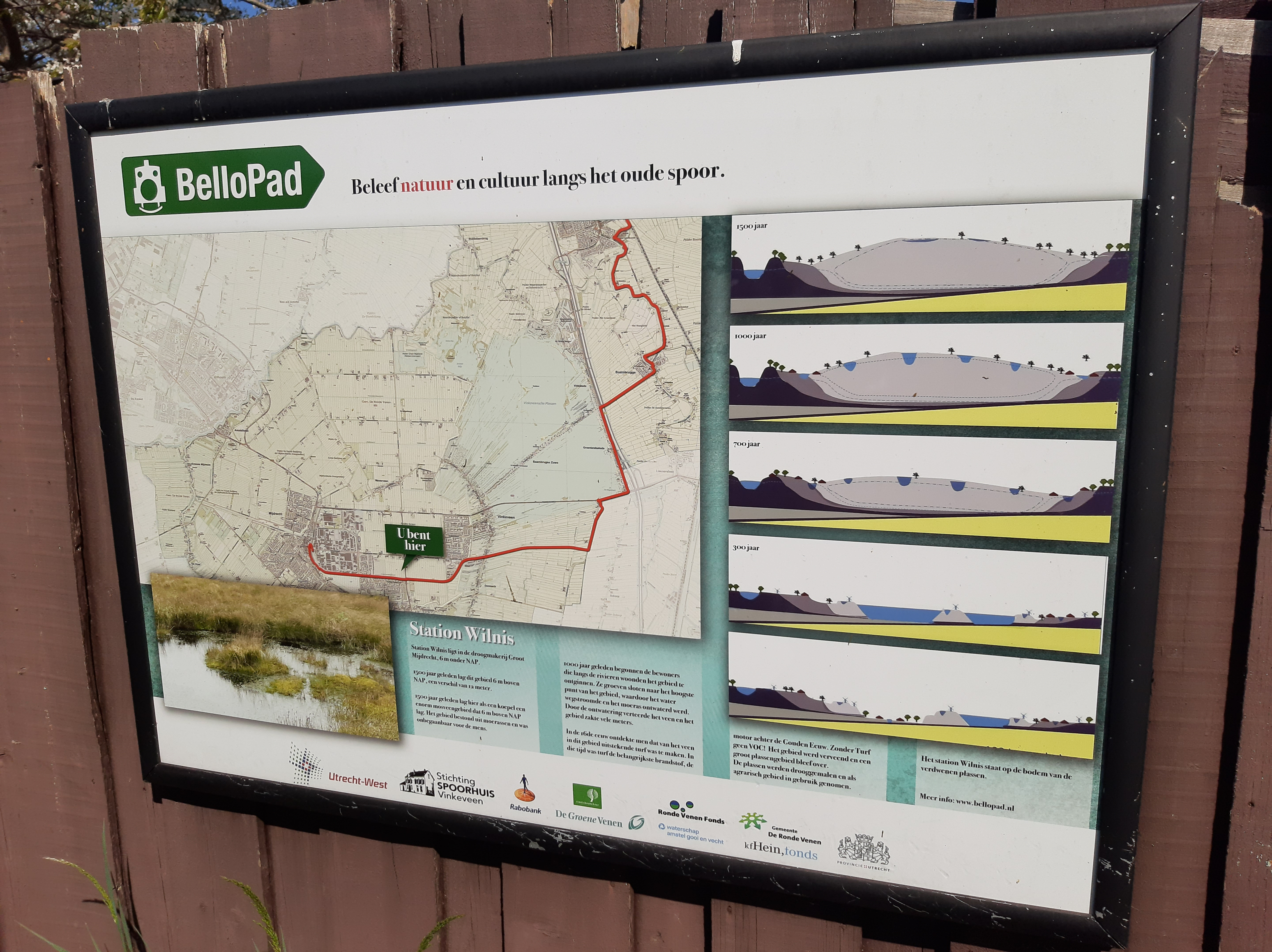
Infobord bij de halte.
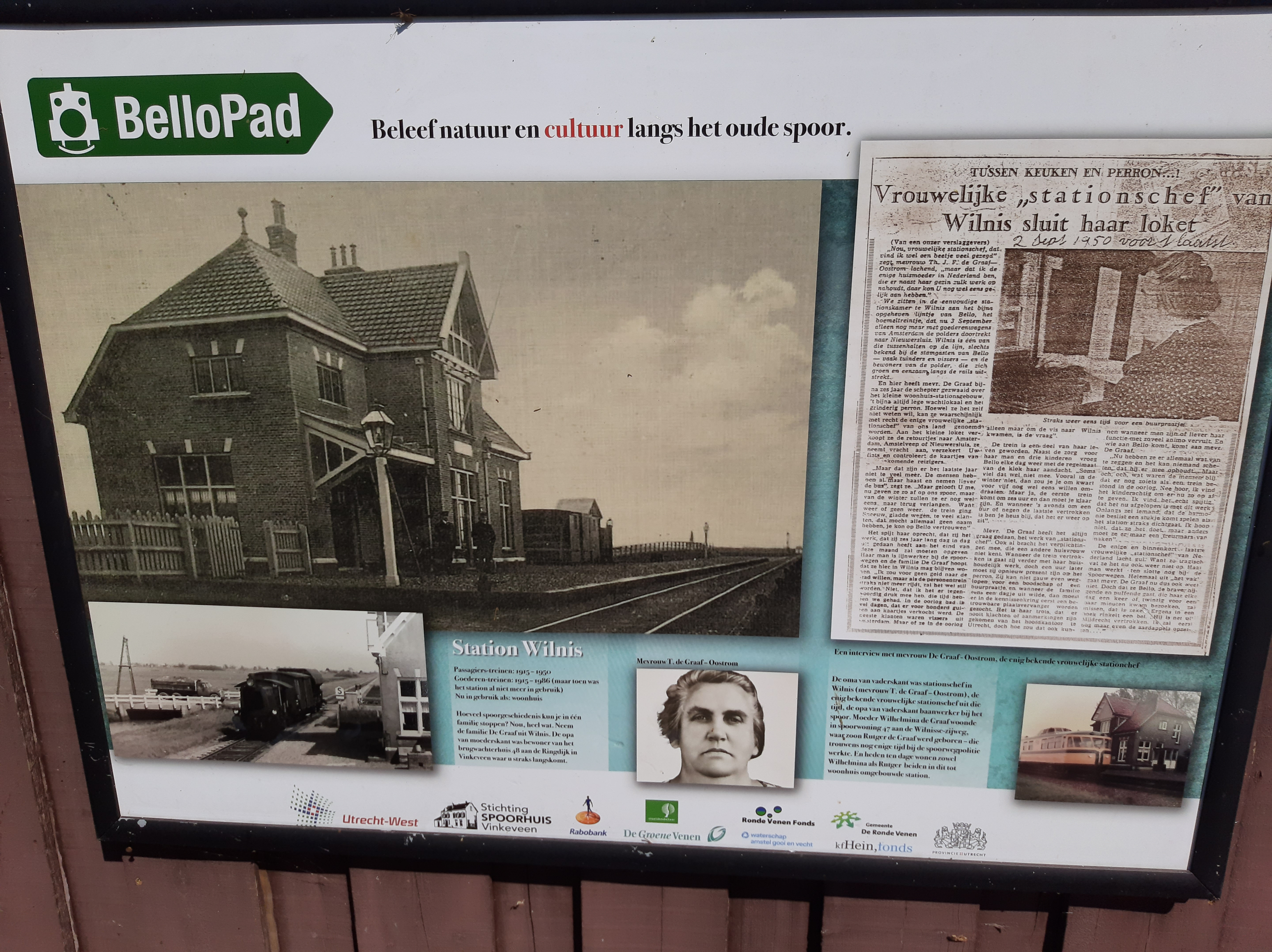
Infobord bij de halte.

Abcoude · 
Amersfoort:
-Centraal · 
-Schothorst · 
-Vathorst · 
Baarn · 
Bilthoven · 
Breukelen · 
Bunnik · 
Den Dolder · 
Driebergen-Zeist · 
Hoevelaken · 
Hollandsche Rading ·
Houten · 
-Castellum · 
Leerdam · 
Maarn · 
Maarssen · 
Rhenen · 
Soest · 
-Zuid · Soestdijk · 
Utrecht:
-Centraal · 
-Leidsche Rijn · 
-Lunetten · 
-Maliebaan · 
-Overvecht · 
-Terwijde · 
-Vaartsche Rijn · 
-Zuilen · 
Veenendaal: 
-Centrum · 
-West · 
Vleuten · 
Woerden
Voormalige stations: zie de lijst van voormalige spoorwegstations in Utrecht